# Nyssia nigra
Nyssia nigra là một loài bướm đêm trong họ Geometridae.